# 呉鑑泉
呉 鑑泉（ご かんせん、1870年 - 1942年）は、中国武術の呉式太極拳の開祖。全祐老架式太極拳の呉全佑の養子。
清の支配階層であった満族の出身。原姓は呉福。原名は愛紳。字は鑑泉。辛亥革命のときに「呉」姓に改姓した。幼少より武術を好み、養父の技を受け継いだ。
1914年に、許禹生に請われて、北平体育研究社で、楊少侯・楊澄甫と太極拳の指導をする。後に楊家から独立し1933年には、上海にて上海鑑泉太極拳社を設立する。
子女に呉公儀・呉公藻・呉英華がいる。
弟子に馬岳梁・李立蓀・陳泮嶺などがいる。